# Boschi Sant'Anna
Boschi Sant'Anna là một đô thị với 1.346 dân thuộc tỉnh Verona, vùng Veneto, Italia. Đô thị này có khoảng cách 45 km so với Verona, về phía đông Legnago.